# Jake i Dinos Chapman
Jake Chapman (Cheltenham, 3 de novembre de 1966) i Dinos Chapman (Londres, 19 de gener de 1962) són germans i artistes conceptuals anglesos, més coneguts com els Chapman Brothers. Es van donar a conèixer com a part del moviment Young British Artists, el qual va ser promogut pel col·leccionista d'art Charles Saatchi.
La seva obra artística es basa fonamentalment en la iconoclàstia, encoratjada amb accions apropiacionistes com la de comprar una edició d'Els desastres de la guerra de Francisco de Goya i intervenir-la pintant nassos de pallasso a les figures. La mort, el sexe, el nazisme o la infància són alguns dels temes predilectes dels Germans Chapman, sempre amatents a un punt de vista grotesc que desafia les convencions morals i el políticament correcte.